# 2395 Aho
2395 Aho eller 1977 FA är en asteroid i huvudbältet som upptäcktes den 17 mars 1977 av Harvard College Observatory. Den är uppkallad efter Arne J. Aho.
Asteroiden har en diameter på ungefär 20 kilometer.